# Borbo fallax
Borbo fallax là một loài bướm ngày thuộc họ Hesperiidae. Loài này có ở tropical Africa. In Nam Phi it được tìm thấy ở Swaziland, coastal KwaZulu-Natal, miền bắc Gauteng và the Limpopo Province và the extreme north-east of the North West Province.
Sải cánh dài 36–43 mm đối với con đực và 41–44 mm đối với con cái. Con trưởng thành bay quanh năm, nhưng hiếm hơn vào mùa đông ở phía nam châu Phi.
Ấu trùng ăn nhiều loại Poaceae, gồm các loài Ehrharta erecta và Saccharum.